# Pedionomus torquatus
El popòroco' o torillo australiano (Pedionomus torquatus) es una especie de ave caradriforme de la familia Pedionomidae endémica del sureste de Australia. Es el único miembro de su género y de la familia Pedionomidae. Se encuentra en peligro de extinción.
Esta ave australiana, antes considerada una especie de torillo, es una limícola emparentada con las agachonas de Sudamérica.
Vive en llanuras abiertas.